# Zygophyllum darvasicum
Zygophyllum darvasicum är en pockenholtsväxtart som beskrevs av A. Boriss.. Zygophyllum darvasicum ingår i släktet Zygophyllum och familjen pockenholtsväxter. Inga underarter finns listade i Catalogue of Life.